# 戸田流 (小城藩)
戸田流（とだりゅう）は、小城藩で学ばれていた剣術の流派である。

## 歴史
戸田小八郎が開いた流派である。
小城藩の武術師範を務めた納富家が代々伝えていた。納富家は永禄年間から武士に対して戸田流兵法、真之乱流組打、根岸流薙刀を教えていた。
伝承によると戸田小八郎は富田勢源の門人の鐘巻自斎の弟であるとしている。
兄の鐘巻自斎から中条流の刀法を学んだ後、上泉伊勢守の教えを受けて中条流に新影流を加えて戸田流を開いた。
戸田流師範の納富教雄は大日本武徳会剣道範士となっている。納富教雄の門弟には江藤新平の孫の江藤冬雄がいる。
江藤冬雄は1912年（明治45年）15歳の時に納富教雄の門に入り戸田流兵法を修業した。四年間で納富教雄から十二の型を叩き込まれ、1916年（大正5年）に上京して中山博道や堀田捨次郎の門下に入り腕を磨いた。1926年（大正15年）帰郷して佐賀県で戸田流を教授した。

## 内容
十二の型を基本としている。
小太刀は六本あった。
1. 残月
2. 観截
3. 無二剣
4. 抜捨
5. 村雲
6. 進之請
7. 請
8. 出口
9. 諸手越
10. 片手越
11. 抜
12. 中忍刀

## 系譜
伝書には戸田小八郎の前に上泉伊勢守の名前が記されている。
戸田流師範家の系譜
- 戸田小八郎藤原清元
- 相浦源左衛門藤原教満
- 納富源右衛門藤原教宗
- 納富五郎太夫藤原教格
- 納富五郎太夫藤原教堅
- 納富五郎太夫藤原教武
- 納富源右衛門藤原教幸
- 納富五郎太夫藤原教衆
- 納富源吉郎藤原教雄(大日本武徳会剣道範士)
- 納富五雄

納富教雄の門人
- 納富源吉郎藤原教雄
  - 納富五雄
  - 江藤冬雄
  - 龍野亀吉
  - 木原繁市
  - 岸川辰次
  - 鈴木虎彦
  - 真名子喜多次郎